# يونغ ك.
يونغ ك. (بالإنجليزية: Young K.)‏ هو فنان أمريكي، ولد في 1958.